# Prague Open 2025
Il Prague Open 2025, conosciuto anche come Livesport Prague Open per motivi di sponsorizzazione, è stato un torneo di tennis facente parte della categoria WTA 250 nell'ambito del WTA Tour 2025. È stata la 16ª edizione del torneo. Il torneo si è giocato su campi in cemento al TK Sparta Praha di Praga in Repubblica Ceca dal 21 al 26 luglio 2025.

## Partecipanti

### Teste di serie
| Nazionalità | Giocatrice          | Ranking* | Testa di serie |
| ----------- | ------------------- | -------- | -------------- |
| Rep. Ceca   | Linda Nosková       | 23       | 1              |
| Slovacchia  | Rebecca Šramková    | 33       | 2              |
| Ucraina     | Dajana Jastrems'ka  | 39       | 3              |
| Cina        | Wang Xinyu          | 40       | 4              |
| Rep. Ceca   | Marie Bouzková      | 46       | 5              |
| Armenia     | Èlina Avanesyan     | 53       | 6              |
| Romania     | Elena-Gabriela Ruse | 57       | 7              |
| Stati Uniti | Alycia Parks        | 59       | 8              |
| Stati Uniti | Ann Li              | 65       | 9              |

* Ranking al 14 luglio 2025.

### Altre partecipanti
Le seguenti giocatrici hanno ricevuto una wild card:
- Lucie Havlíčková
- Barbora Palicová
- Dominika Šalková
- Laura Samson

Le seguenti giocatrici sono passate dalle qualificazioni:

- Gao Xinyu
- Anastasija Gasanova
- Mai Hontama
- Alena Kovačková
- Jesika Malečková
- Astra Sharma

Le seguenti giocatrici sono entrate in tabellone come lucky loser:
- Lucrezia Stefanini
- Jessika Ponchet
- Nina Stojanović

### Ritiri
Prima del torneo
- Ėrika Andreeva → sostituita da  Sára Bejlek
- Èlina Avanesyan → sostituita da  Nina Stojanović
- Anna Bondár → sostituita da  Jessika Ponchet
- Jéssica Bouzas Maneiro → sostituita da  Aoi Itō
- Lucia Bronzetti → replaced by  Harriet Dart
- Jaqueline Cristian → replaced by  Elisabetta Cocciaretto
- Eva Lys → sostituita da  Léolia Jeanjean
- Anastasija Pavljučenkova → replaced by  Tereza Valentová
- Bernarda Pera → sostituita da  Laura Siegemund
- Laura Siegemund → sostituita da  Priscilla Hon
- Dajana Jastrems'ka → replaced by  Lucrezia Stefanini

## Partecipanti al doppio

### Teste di serie
| Nazione     | Giocatrice       | Nazione  | Giocatrice          | Ranking* | Teste di serie |
| ----------- | ---------------- | -------- | ------------------- | -------- | -------------- |
| Romania     | Monica Niculescu | Romania  | Elena-Gabriela Ruse | 126      | 1              |
| Ucraina     | Nadiia Kičenok   | Giappone | Makoto Ninomiya     | 129      | 2              |
| Stati Uniti | Quinn Gleason    | Brasile  | Ingrid Martins      | 135      | 3              |
| Rep. Ceca   | Anastasia Dețiuc | Georgia  | Oksana Kalašnikova  | 145      | 4              |

* Ranking al 14 luglio 2025.

### Altre partecipanti
Le seguenti coppie di giocatrici hanno ricevuto una wild card per il tabellone principale:
- Lucie Havlíčková /  Laura Samson
- Dominika Šalková /  Tereza Valentová

La seguente coppia di giocatrici è subentrata in tabellone come alternate:
- Kyōka Okamura /  Jessika Ponchet

### Ritiri
Prima del torneo
- Monica Niculescu /  Elena-Gabriela Ruse → sostituite da  Kyōka Okamura /  Jessika Ponchet

## Campionesse

### Singolare
Marie Bouzková ha sconfitto in finale  Linda Nosková con il punteggio di 2-6, 6-1, 6-3.

### Doppio
Nadiia Kičenok /  Makoto Ninomiya hanno sconfitto in finale  Lucie Havlíčková /  Laura Samson con il punteggio di 1-6, 6-4, [10-7].